# Einfamilienhaus Kurt Müller
Das Einfamilienhaus Kurt Müller liegt in der Oberen Bergstraße 35 im Stadtteil Niederlößnitz der sächsischen Stadt Radebeul. Es durfte 1933/1934 nach Prüfung durch den Landesverein Sächsischer Heimatschutz gegenüber dem bergwärts gelegenen Haus Reinhardtsberg errichtet werden.

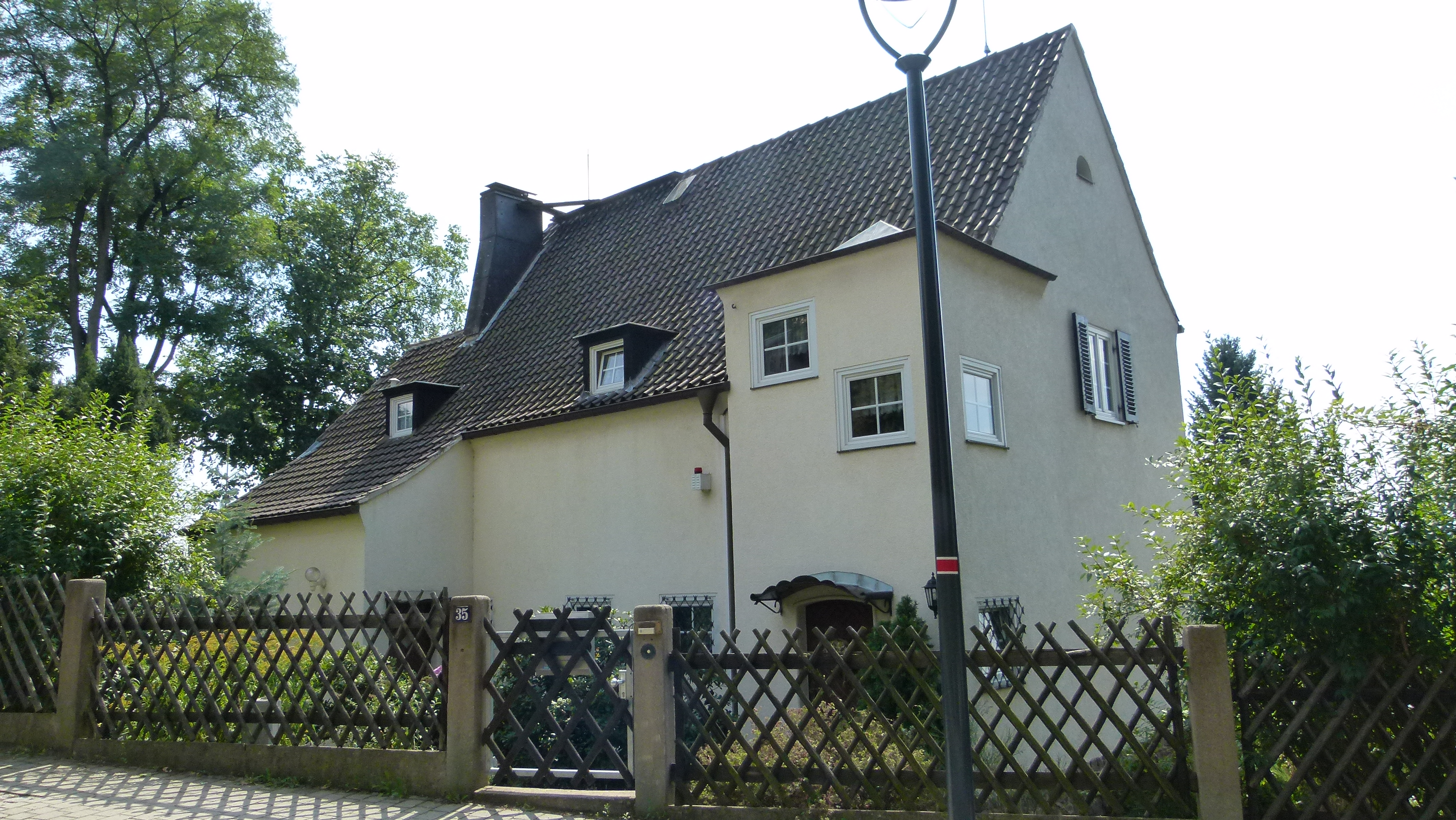
Einfamilienhaus Kurt Müller

## Beschreibung
Das unter Denkmalschutz stehende Einfamilienhaus in offener Bebauung liegt auf einem nach Süden abschüssigen Eckgrundstück zum Ledenweg, auf der Südseite der Oberen Bergstraße.
Das zur Oberen Bergstraße traufständige Gebäude hat asymmetrische, meist zweigeschossige Ansichten sowie ein ziegelgedecktes Satteldach, das teilweise tief abgeschleppt ist. Zur Straße hin ausgerichtet steht ein kubischer Treppenhausturm mit einem flachen Zeltdach. In der hangabwärts gelegenen Gartenseite befinden sich größere Fenster.
Der ungegliederte Putzbau steht auf einem Natursteinsockel. Die Fenster werden von Klappläden eingerahmt. Das Wohnhaus ist „originell gestaltet und von konventionellen Heimatschutzbauten durch seine individuelle Ausformung unterschieden“.

## Geschichte
Der Prokurist Kurt Müller beantragte im November 1933 den Bau eines kleinen Einfamilienhauses. Die Prüfung durch den Landesverein Sächsischer Heimatschutz verlief positiv und ohne Einspruch. Der Architekt und Regierungsbaumeister Siegfried Nagel, der selbst einige Jahre vorher als Architekt des Landbauamts Dresden die Winzerschule des Staatsweinguts in Oberlößnitz, Hoflößnitzstraße 60, entworfen hatte, gab die Begründung, dass „… die Planung eine künstlerische Hand verrät und die Umgebung des Neubaues … vornehmlich aus Häusern neuerer Zeit besteht, sodass … die Forderung nach Angleichung an bodenständige Lössnitzhäuser nicht gerechtfertigt ist. … Der Neubau verspricht … weit besser zu werden als die umgebenden Bauten aus neuerer Zeit …“. Die Ausführung des Entwurfs eines Kötzschenbrodaer Architekten erfolgte durch das Bauunternehmen Hörnig & Barth. Der Bezug des Neubaus erfolgte im Juni 1934, die Genehmigung dazu erging jedoch erst im August des Jahres.